# Пеер, Шахар
Шахар Пеер (англ. Shahar Peer; ивр. שחר פאר‎; родилась 1 мая 1987 года в Иерусалиме, Израиль) — израильская профессиональная теннисистка; финалистка одного турнира Большого шлема в женском парном разряде (Открытый чемпионат Австралии-2008); победительница восьми турниров WTA (из них пять в одиночном разряде); победительница одного юниорского турнира Большого шлема в одиночном разряде (Открытый чемпионат Австралии-2004); бывшая вторая ракетка мира в юниорском рейтинге.

## Биография
Детство
Родилась в Иерусалиме, в семье инженера и учительницы физкультуры. Позднее семья переехала в поселение Модиин-Маккабим-Реут (15 км от Иерусалима). Росла активным ребёнком и в шесть лет начала играть в теннис. Тренеры сразу обратили внимание на девочку, которая выделялась во всех аспектах игры. Один из наставников, репатриант из России, предсказал Шахар большое будущее, другие относились к её перспективам более сдержанно, но все отмечали дарование, трудолюбие и отличные физические данные девочки.
Служба в ЦАХАЛе
В октябре 2005 года Шахар была призвана на два года в армию, однако была призвана в статусе «спортсмен-отличник», который даёт ей возможность тренировок, поездок за границу и предоставляет разнообразные льготы. Она проходила службу в одном из мобилизационных пунктов Тель-Авива.
Стиль игры
Шахар Пеер играет точно и мощно, очень быстро передвигаясь по корту. Она известна своими обводящими кистевыми ударами.

## Спортивная карьера

### Начало
В 14 лет Шахар выигрывает звание чемпионки Израиля среди взрослых, став самой молодой победительницей национального первенства. В том же году она выигрывает Orange Bowl, один из главных юниорских теннисных трофеев в мире, в возрастной категории до 14 лет. Уже в 2002 году она начала выступления за национальную сборную в Кубке Федерации, а в 16 лет стала победительницей Открытого чемпионата Австралии среди девушек.
В 2004 году Пеер стала профессиональной теннисисткой. Она обошла в мировом рейтинге Анну Смашнову, которая репатриировалась в Израиль в 1990 году из Минска в 15-летнем возрасте и за прошедшие годы сделала достойную карьеру.

### Прорыв
Весной 2006 года Шахар Пеер совершила качественный скачок вперёд. Сначала, в мае, она выиграла турнир в Праге, а через две недели в финале престижного турнира в Стамбуле обыграла россиянку Анастасию Мыскину. После этого в Париже, на Открытом чемпионате Франции по теннису, она дошла до одной восьмой финала, обыграв другую сильную российскую спортсменку Елену Дементьеву.
Следующей её соперницей стала швейцарка Мартина Хингис, одна из сильнейших теннисисток мира. Этот матч в прайм-тайм транслировал Первый канал израильского телевидения, что стало первым подобным случаем. Пеер догнала Хингис и сравняла счёт, причём инициатива была явно на её стороне. Но матч был прерван из-за наступления темноты, а на другой день Хингис сумела взять верх над израильтянкой. После матча обычно сдержанная Хингис заявила: «У этой смелой девушки большое будущее».

### Пик карьеры

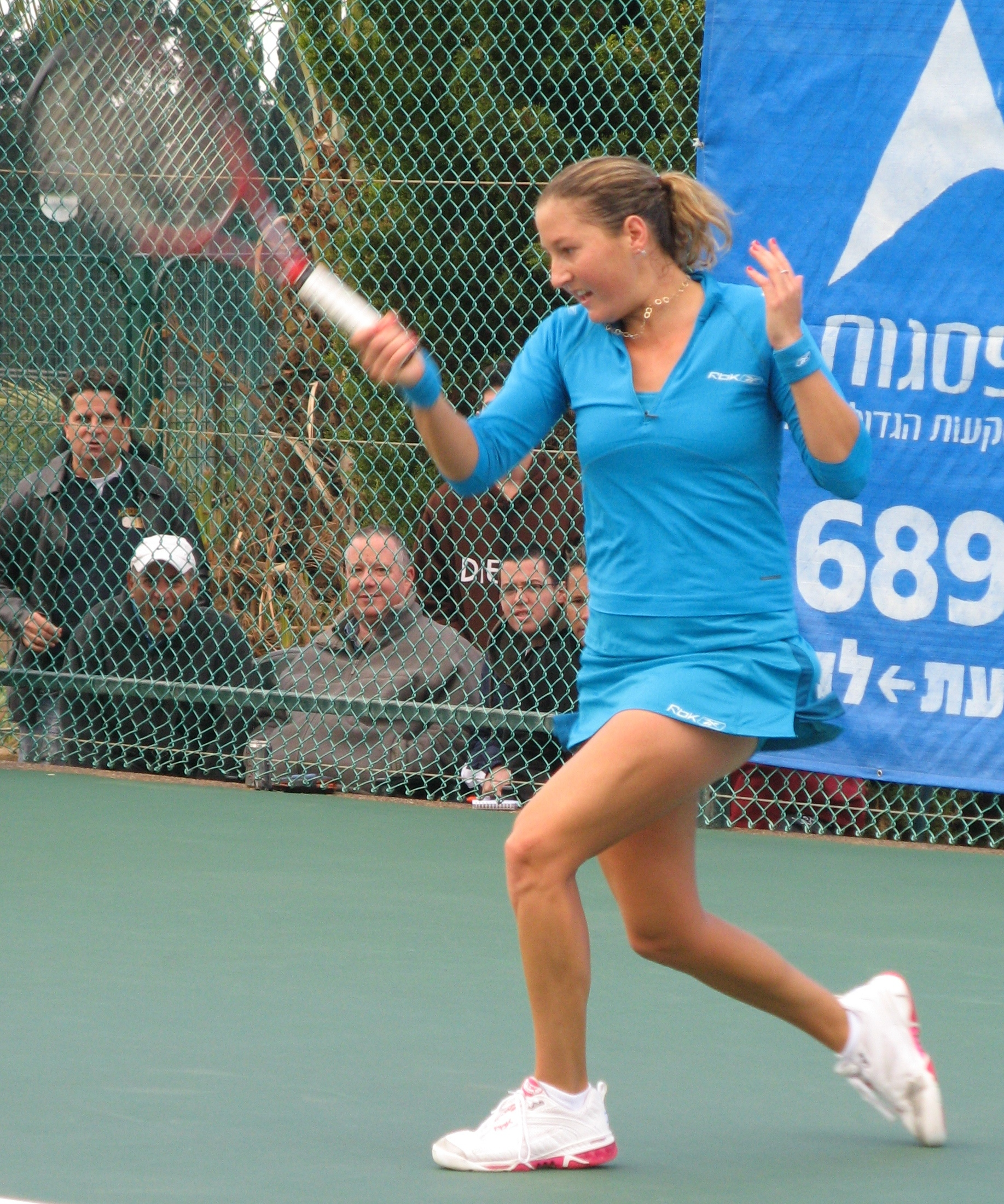
На чемпионате Израиля 2008 года

В 2007 году Пеер и Ципи Обзилер после победы в матче плей-офф над командой Австрии вывели сборную Израиля в I Мировую группу – высший дивизион Кубка Федерации. В 2008 году в паре с Викторией Азаренко Пеер пробилась в финал Открытого чемпионата Австралии, где они уступили украинкам Алёне и Катерине Бондаренко 6:2, 1:6, 4:6.
Год спустя, в паре с Хиселой Дулко, Пеер уступила Азаренко и Вере Звонаревой в финале турнира в Индиан Уэллз. В мае 2009 года травма ноги заставила её отказаться от борьбы в полуфинале турнира в Эшториле (Португалия) и пропустить Открытый чемпионат Франции. В сентябре она выиграла свой первый турнир в одиночном разряде за три года в Гуанчжоу (КНР), и сразу же вслед за ним ещё один — Открытый чемпионат Ташкента (оба турнира — из категории WTA International). Эти две победы и подъём в рейтинге до 32 места позволили Пеер участвовать в финальном турнире WTA International, соревновании чемпионок WTA, где она проиграла в группе будущей финалистке Марион Бартоли.
С начала 2010 года она только один раз побывала в финале международного турнира (в Хобарте), но трижды выходила в полуфинал премьер-турниров (в Дубае, Штутгарте и Мадриде) и одержала пять побед над соперницами из первой десятки рейтинга: в Дубае над Каролиной Возняцки и Ли На, в Штутгарте над Агнешкой Радваньской и Динарой Сафиной и в Мадриде над Светланой Кузнецовой. В дальнейшей части сезона Пеер дважды доходит до четвёртых кругов турниров Большого шлема (на Roland Garros и US Open) и завершает год двумя полуфиналами — в Пекине и Осаке. Всё это позволяет Шахар завершить год на рекордной для себя 13-й строчке одиночного рейтинга и даже стать запасной на Итоговом турнире в Дохе.
Среди парных достижений того сезона стоит отметить финиш весеннего грунтового сезона — израильтянка (в паре с Франческой Скьявоне) добирается до полуфинала на турнире в Мадриде и до четвертьфинала на Roland Garros; позже Шахар (в паре с Моникой Никулеску) доходит до полуфинала на турнире в Монреале и отмечается в финале в Токио (в паре Пэн Шуай из Китая). Все эти результаты позволили закончить год вплотную к лучшим рейтинговым позициям — по итогам сезона-2010 Шахар значилась 24-й ракеткой мира в парном разряде.

### Завершение карьеры
Сезон 2011 года у Пеер не сложился. Она рассталась с тренером, только один раз за сезон дошла до финала на турнире WTA (Citi Open, где она была посеяна первой) и в начале октября сообщила о завершении сезона из-за стрессового перелома позвоночника. Тем не менее она завершила год в числе 50 лучших теннисисток мира. На следующий год спад продолжался — лучшим результатом стал выход в полуфинал в Хобарте в самом начале сезона, а в десяти турнирах (включая два турнира Большого шлема и Олимпийские игры) Пеер выбывала из борьбы уже в первом круге. Она завершила сезон после Открытого чемпионата США из-за растяжения мышц бедра.
Летом 2013 года Пеер дошла до финала турнира базовой категории в Баку и выиграла турнир WTA в Сучжоу, относящийся к новой низшей категории WTA 125K (занимая в рейтинге 113-е место, она была посеяна на этом турнире третьей). Это позволило ей в очередной раз закончить сезон в первой сотне рейтинга, хотя в течение года она девять раз проигрывала в первом круге и ещё семь — в квалификационных турнирах. На премьер-турнире в Брюсселе Пеер и канадка Габриэла Дабровски дошли до финала в парном разряде, победив по ходу две сеяных пары. В 2014 году Пеер ещё дважды играла в парных финалах турниров WTA, причём оба раза её партнёршей была румынка Ралука Олару, а в начале сезона израильтянка в паре с Сильвией Солер-Эспиносой из Испании стала четвертьфиналисткой Открытого чемпионата Австралии после победы над посеянными под вторым номером Се Шувэй и Пэн Шуай. В августе 2014 года она выбыла из первой сотни одиночного рейтинга и уже больше в неё не возвращалась.
За весь сезон 2015 года Пеер удалось добиться хорошего результата лишь в турнире ITF в Стамбуле; на турнирах WTA она лишь один раз сумела пройти дальше первого круга. Сезон 2016 года оборвался для неё уже в феврале, и к концу года она опустилась в рейтинге в седьмую сотню. В феврале 2017 год Шахар Пеер после 23-х лет в теннисе и 13-ти сезонов в WTA-туре объявила о завершении карьеры из-за хронического воспаления плеча.

## Рейтинг на конец года
| Год  | Одиночный рейтинг | Парный рейтинг |
| 2016 | 1 140             |                |
| 2015 | 174               | 141            |
| 2014 | 119               | 70             |
| 2013 | 77                | 128            |
| 2012 | 74                | 79             |
| 2011 | 37                | 51             |
| 2010 | 13                | 24             |
| 2009 | 31                | 56             |
| 2008 | 38                | 19             |
| 2007 | 17                | 29             |
| 2006 | 20                | 27             |
| 2005 | 45                | 86             |
| 2004 | 183               | 288            |
| 2003 | 709               |                |
| 2002 | 832               | 855            |

## Выступления на турнирах

### Финалы турнировWTAв одиночном разряде (9)

#### Победы (5)
| Легенда: До 2009 года       | Легенда: С 2009 года  |
| --------------------------- | --------------------- |
| Турниры Большого Шлема (0)  |                       |
| Олимпиада (0)               |                       |
| Итоговый чемпионат года (0) |                       |
| 1-я категория (0)           | Premier Mandatory (0) |
| 2-я категория (0+2)         | Premier 5 (0)         |
| 3-я категория (1)           | Premier (0)           |
| 4-я категория (2+1)         | International (2)     |
| 5-я категория (0)           | International (2)     |

| Титулы по покрытиям | Титулы по месту проведения матчей турнира |
| ------------------- | ----------------------------------------- |
| Хард (3+2)          | Зал (0)                                   |
| Грунт (2+1)         | Зал (0)                                   |
| Трава (0)           | Открытый воздух (5+3)                     |
| Ковёр (0)           | Открытый воздух (5+3)                     |

| №  | Дата             | Турнир              | Покрытие | Соперница в финале  | Счёт           |
| 1. | 12 февраля 2006  | Паттайя, Таиланд    | Хард     | Елена Костанич      | 6-3 6-1        |
| 2. | 14 мая 2006      | Прага, Чехия        | Грунт    | Саманта Стосур      | 4-6 6-2 6-1    |
| 3. | 27 мая 2006      | Стамбул, Турция     | Грунт    | Анастасия Мыскина   | 1-6 6-3 7-6(3) |
| 4. | 20 сентября 2009 | Гуанчжоу, Китай     | Хард     | Альберта Брианти    | 6-3 6-4        |
| 5. | 27 сентября 2009 | Ташкент, Узбекистан | Хард     | Акгуль Аманмурадова | 6-3 6-4        |

#### Поражения (4)
| №  | Дата            | Турнир            | Покрытие | Соперница в финале | Счёт    |
| 1. | 24 февраля 2007 | Мемфис, США       | Хард(i)  | Винус Уильямс      | 1-6 1-6 |
| 2. | 11 января 2010  | Хобарт, Австралия | Хард     | Алёна Бондаренко   | 2-6 4-6 |
| 3. | 31 июля 2011    | Колледж-парк, США | Хард     | Надежда Петрова    | 5-7 2-6 |
| 4. | 28 июля 2013    | Баку, Азербайджан | Хард     | Элина Свитолина    | 4-6 4-6 |

### Финалы турнировWTA 125иITFв одиночном разряде (10)

#### Победы (6)
| Легенда:         |
| ---------------- |
| WTA 125 (1)      |
| 100.000 USD (0)  |
| 75.000 USD (0)   |
| 50.000 USD (1+2) |
| 25.000 USD (2+2) |
| 10.000 USD (2)   |

| Титулы по покрытиям | Титулы по месту проведения матчей турнира |
| ------------------- | ----------------------------------------- |
| Хард (6+2)          | Зал (0)                                   |
| Грунт (0+2)         | Зал (0)                                   |
| Трава (0)           | Открытый воздух (6+4)                     |
| Ковёр (0)           | Открытый воздух (6+4)                     |

| №  | Дата            | Турнир                  | Покрытие | Соперница в финале   | Счёт           |
| 1. | 16 ноября 2003  | Рамат-ха-Шарон, Израиль | Хард     | Ольга Говорцова      | 6-1 6-0        |
| 2. | 29 ноября 2003  | Хайфа, Израиль          | Хард     | Ольга Говорцова      | 6-1 6-7(4) 6-3 |
| 3. | 29 февраля 2004 | Бендиго, Австралия      | Хард     | Сачанун Виратпрасерт | 6-4 7-5        |
| 4. | 5 декабря 2004  | Раанана, Израиль        | Хард     | Жофия Губачи         | 6-2 6-1        |
| 5. | 10 августа 2013 | Сучжоу, Китай           | Хард     | Чжэн Сайсай          | 6-2 2-6 6-3    |
| 6. | 26 апреля 2015  | Стамбул, Турция         | Хард     | Кристина Плишкова    | 1-6 7-6(4) 7-5 |

#### Поражения (4)
| №  | Дата             | Турнир             | Покрытие | Соперница в финале | Счёт        |
| 1. | 26 мая 2002      | Тель-Авив, Израиль | Хард     | Евгения Савранская | 5-7 6-1 4-6 |
| 2. | 14 сентября 2003 | Прешов, Словакия   | Грунт    | Зузана Зименова    | 4-6 3-6     |
| 3. | 2 ноября 2003    | Стамбул, Турция    | Хард(i)  | Цветана Пиронкова  | 3-6 2-6     |
| 4. | 7 декабря 2003   | Тель-Авив, Израиль | Хард     | Нина Братчикова    | 4-6 4-6     |

### Финалы турниров Большого шлема в парном разряде (1)

#### Поражения (1)
| №  | Год  | Турнир                       | Покрытие | Партнёрша         | Соперницы в финале                   | Счёт        |
| 1. | 2008 | Открытый чемпионат Австралии | Хард     | Виктория Азаренко | Алёна Бондаренко Катерина Бондаренко | 6-2 1-6 4-6 |

### Финалы турнировWTAв парном разряде (10)

#### Победы (3)
| №  | Дата         | Турнир            | Покрытие | Партнёрша            | Соперницы в финале                | Счёт       |
| 1. | 14 мая 2006  | Прага, Чехия      | Грунт    | Марион Бартоли       | Бетани Маттек Эшли Харклроуд      | 6-4 6-4    |
| 2. | 30 июля 2006 | Станфорд, США     | Хард     | Анна-Лена Грёнефельд | Мария Елена Камерин Хисела Дулко  | 6-1 6-4    |
| 3. | 29 июля 2007 | Станфорд, США (2) | Хард     | Саня Мирза           | Виктория Азаренко Анна Чакветадзе | 6-4 7-6(5) |

#### Поражения (7)
| №  | Дата             | Турнир                       | Покрытие | Партнёрша          | Соперницы в финале                        | Счёт           |
| 1. | 30 сентября 2007 | Люксембург                   | Хард(i)  | Виктория Азаренко  | Ивета Бенешова Жанетта Гусарова           | 4-6 2-6        |
| 2. | 27 января 2008   | Открытый чемпионат Австралии | Хард     | Виктория Азаренко  | Алёна Бондаренко Катерина Бондаренко      | 6-2 1-6 4-6    |
| 3. | 22 марта 2009    | Индиан-Уэллс, США            | Хард     | Хисела Дулко       | Виктория Азаренко Вера Звонарёва          | 4-6 6-3 [5-10] |
| 4. | 2 октября 2010   | Токио, Япония                | Хард     | Пэн Шуай           | Ивета Бенешова Барбора Заглавова-Стрыцова | 4-6 6-4 [8-10] |
| 5. | 25 мая 2013      | Брюссель, Бельгия            | Грунт    | Габриэла Дабровски | Анна-Лена Грёнефельд Квета Пешке          | 0-6 3-6        |
| 6. | 24 мая 2014      | Нюрнберг, Германия           | Грунт    | Ралука Олару       | Михаэлла Крайчек Каролина Плишкова        | 0-6 6-4 [6-10] |
| 7. | 27 июля 2014     | Баку, Азербайджан            | Хард     | Ралука Олару       | Александра Панова Хезер Уотсон            | 2-6 6-7(3)     |

### Финалы турнировWTA 125иITFв парном разряде (6)

#### Победы (4)
| №  | Дата           | Турнир              | Покрытие | Партнёрша      | Соперницы в финале                        | Счёт           |
| 1. | 13 июня 2004   | Марсель, Франция    | Грунт    | Елена Веснина  | Кончита Мартинес-Гранадос Кильдин Шевалье | 6-1 6-1        |
| 2. | 5 декабря 2004 | Раанана, Израиль    | Хард     | Ципора Обзилер | Бахия Маутассин Ипек Шенолу               | 6-3 6-0        |
| 3. | 4 июня 2005    | Раанана, Израиль    | Хард     | Ципора Обзилер | Даниэла Клеменшиц Сандра Клеменшиц        | 7-6(2) 1-6 6-2 |
| 4. | 12 июля 2015   | Ферсмольд, Германия | Грунт    | Ева Грдинова   | София Ковалец Алёна Фомина                | 6-1 6-3        |

#### Поражения (2)
| №  | Дата             | Турнир             | Покрытие | Партнёрша        | Соперницы в финале               | Счёт        |
| 1. | 14 сентября 2003 | Прешов, Словакия   | Грунт    | Ефрат Злотикамин | Эдита Ляховичуте Зузана Земенова | 0-6 6-4 3-6 |
| 2. | 29 февраля 2004  | Бендиго, Австралия | Хард     | Винна Пракуся    | Кейси Деллакква Николь Сьюэлл    | 2-6 6-1 2-6 |

## История выступлений на турнирах
По состоянию на 27 апреля 2015 года
Для того, чтобы предотвратить неразбериху и удваивание счета, информация в этой таблице корректируется только по окончании участия там данного игрока.
| Турнир                 | 2004          | 2005          | 2006          | 2007          | 2008          | 2009          | 2010          | 2011          | 2012  | 2013          | 2014          | 2015          | Итог   | В/П за карьеру |
| ---------------------- | ------------- | ------------- | ------------- | ------------- | ------------- | ------------- | ------------- | ------------- | ----- | ------------- | ------------- | ------------- | ------ | -------------- |
| Турниры Большого Шлема |               |               |               |               |               |               |               |               |       |               |               |               |        |                |
| Australian Open        | -             | К             | 1Р            | 1/4           | 3Р            | 1Р            | 3Р            | 3Р            | 2Р    | 2Р            | 1Р            | К             | 0 / 11 | 16-11          |
| Roland Garros          | -             | 3Р            | 4Р            | 4Р            | 1Р            | -             | 4Р            | 1Р            | 2Р    | 1Р            | 1Р            |               | 0 / 9  | 12-9           |
| Уимблдон               | -             | 2Р            | 2Р            | 3Р            | 4Р            | 2Р            | 2Р            | 1Р            | 1Р    | К             | 1Р            |               | 0 / 10 | 11-10          |
| US Open                | К             | 3Р            | 4Р            | 1/4           | 1Р            | 3Р            | 4Р            | 2Р            | 1Р    | К             | 2Р            |               | 0 / 11 | 17-11          |
| Итог                   | 0 / 1         | 0 / 4         | 0 / 4         | 0 / 4         | 0 / 4         | 0 / 3         | 0 / 4         | 0 / 4         | 0 / 4 | 0 / 4         | 0 / 4         | 0 / 1         | 0 / 41 |                |
| В/П в сезоне           | 1-1           | 7-4           | 7-4           | 13-4          | 5-4           | 3-3           | 9-4           | 3-4           | 2-4   | 3-4           | 1-4           | 2-1           |        | 56-41          |
| Олимпийские игры       |               |               |               |               |               |               |               |               |       |               |               |               |        |                |
| Летняя олимпиада       | -             | Не проводился | Не проводился | Не проводился | 2Р            | Не проводился | Не проводился | Не проводился | 1Р    | Не проводился | Не проводился | Не проводился | 0 / 2  | 1-2            |
| Итоговый чемпионат WTA |               |               |               |               |               |               |               |               |       |               |               |               |        |                |
| Турнир чемпионок WTA   | Не проводился | Не проводился | Не проводился | Не проводился | Не проводился | Группа        | -             | -             | -     | -             | -             |               | 0 / 1  | 1-1            |

К — проигрыш в квалификационном турнире.
| Турнир                 | 2005          | 2006          | 2007          | 2008  | 2009          | 2010          | 2011          | 2012  | 2013          | 2014          | 2015          | Итог   | В/П за карьеру |
| ---------------------- | ------------- | ------------- | ------------- | ----- | ------------- | ------------- | ------------- | ----- | ------------- | ------------- | ------------- | ------ | -------------- |
| Турниры Большого Шлема |               |               |               |       |               |               |               |       |               |               |               |        |                |
| Australian Open        | -             | 1Р            | 1Р            | Ф     | 1Р            | 2Р            | 3Р            | 2Р    | 1Р            | 1/4           | 1Р            | 0 / 10 | 12-10          |
| Roland Garros          | -             | 3Р            | 3Р            | 1/4   | -             | 1/4           | -             | 1Р    | -             | 1Р            |               | 0 / 6  | 10-6           |
| Уимблдон               | 1/4           | 2Р            | 3Р            | 1/4   | 2Р            | 2Р            | 3Р            | 1Р    | 1Р            | -             |               | 0 / 9  | 13-9           |
| US Open                | 2Р            | 2Р            | 3Р            | 1Р    | 3Р            | 3Р            | 1Р            | 1Р    | 1Р            | 1Р            |               | 0 / 10 | 8-10           |
| Итог                   | 0 / 2         | 0 / 4         | 0 / 4         | 0 / 4 | 0 / 3         | 0 / 4         | 0 / 3         | 0 / 4 | 0 / 3         | 0 / 3         | 0 / 1         | 0 / 35 |                |
| В/П в сезоне           | 4-2           | 4-4           | 6-4           | 11-4  | 3-3           | 7-4           | 4-3           | 1-4   | 0-3           | 3-3           | 0-1           |        | 43-35          |
| Олимпийские игры       |               |               |               |       |               |               |               |       |               |               |               |        |                |
| Летняя олимпиада       | Не проводился | Не проводился | Не проводился | 1Р    | Не проводился | Не проводился | Не проводился | -     | Не проводился | Не проводился | Не проводился | 0 / 1  | 0-1            |